# Барри Нельсон
Ба́рри Не́льсон (англ. Barry Nelson; имя при рождении — Роберт Хокон Нильсен (англ. Robert Haakon Nielsen); 16 апреля 1917 — 7 апреля 2007) — американский актёр.

## Биография
Родился в Сан-Франциско (Калифорния, США), в семье норвежских иммигрантов Бетси (урожденной Кристофферсен) и Трюгве Нильсен.

## Личная жизнь
Нельсон был женат дважды – сначала на актрисе Терезе Челли, с которой он развелся в 1951 году (согласно его некрологу New York Times), а затем на Нансили ("Нанси") Хой, на которой он был женат до своей смерти.
Нельсон и его вторая жена делили свое время между домами в Нью-Йорке и Франции.
Барри Нельсон умер 7 апреля 2007 года во время путешествия в округе Бакс, штат Пенсильвания, за девять дней до своего 90-летия.

## Фильмография
- 1941 — Shadow of the Thin Man — Paul Clark
- 1942 — Джонни Игер / Johnny Eager — Лью Рэнкин
- 1942 — Dr. Kildare’s Victory — Samuel Z. Cutter
- 1943 — Человеческая комедия / The Human Comedy — «Толстяк», солдат
- 1943 — Bataan — F.X. Matowski
- 1943 — Парень по имени Джо / англ. A Guy Named Joe — Dick Rumney
- 1951 — Человек с моим лицом / The Man with My Face — Чарльз «Чик» Грэм / Альберт «Берт» Рэнд
- 1954 — Казино «Рояль» / Casino Royale — Джеймс Бонд
- 1970 — Аэропорт / Airport — Энсон Харрис
- 1972 — Pete 'n' Tillie — Burt
- 1980 — Сияние / The Shining — Стюарт Уллман

## Интересные факты
- Барри Нельсон — первый актёр, сыгравший Джеймса Бонда (и единственный американец в этой роли).